# 磷霉素
磷霉素（INN：fosfomycin）常見商品名 Monurol，由弗氏链霉菌（Streptomyces fradiae）产生而发现，为含磷抗生素，有抑制或杀灭革兰氏阳性和阴性菌的作用，主要用于治疗下尿路感染（下尿路通常指膀胱和尿道）的抗生素。不适用于治療肾臟感染，偶尔用于治疗前列腺感染。一般的給藥路徑為口服。也有靜脈注射製劑可供使用。
使用後常见的副作用有腹泻、恶心、头痛和念珠菌性外阴阴道炎。严重的副作用有过敏反应和偽膜性結腸炎。虽然没发现個體於懷孕期間使用會對胎兒有害，但並不推荐使用。進行母乳哺育的個體单次服用，對於嬰兒似乎安全。它通过干扰细菌细胞壁的生成而發揮作用。
磷霉素於1969年被发现。並在1996年在美国取得批准用于医疗用途並已列入世界卫生组织基本药物標準清单之中。。世界衛生組織（WHO）認為它是人類不可或缺的藥物。此藥物有其非专利药物在市場中銷售。
此藥物最初是利用某些类型的链球菌來生产，现在則改用化学合成法生产。

## 医疗用途
磷霉素用于治疗膀胱感染及尿路感染（urinary tract infection簡稱UTI），通常口服单剂量即可。
不建议12岁以下儿童使用磷霉素口服製劑。
此外，醫界也在研究磷黴素在治療其他疾病方面的潛力。近來由於全球抗生素抗藥性案例數目升高的问题導致人們又開始重視磷黴素這種藥物。
磷霉素可有效治疗尿路感染和复杂性尿路感染（包括急性肾盂肾炎）。复杂尿路感染的标准用药方案是每48或72小时口服一次，每次剂量3克，共3次给药。或者当以静脉注射形式给药时，每8小时一次，每次6克，持续7至14天。
有越來越多使用靜脈注射磷黴素製劑於治療由多重抗藥細菌引起的感染，通常是以聯合用藥的方式以避免產生抗藥性，及利用其與多種其他抗菌藥物的協同作用。在實際應用中，靜脈注射磷黴素最常用於治療肺炎（34%）、血流感染（22%）和尿路感染（21%）。在大多數情況下，它與β-內醯胺抗生素聯合使用，且在大約一半的病例中，它被用作經驗性治療。成人每日劑量通常為12至24克。當以持續輸注方式給藥時，磷黴素的起始劑量為8克，隨後每日劑量為16克或24克。建議腎功能正常的患者採用持續輸注。
磷黴素在體外和體內研究中均顯示出強效的抗生物膜活性，包括針對醫用植入物感染。它對革蘭氏陽性菌（包括耐甲氧西林金黃色葡萄球菌（MRSA））和革蘭氏陰性菌均保持抗生物膜活性。

### 细菌敏感性
磷霉素分子具有环氧环，环张力很大，因此很活泼。
磷霉素抗菌活性广泛，对革兰氏阳性和革兰氏阴性病原菌均有效。对肠球菌（E. faecalis）、大肠杆菌（E. coli）以及各种革兰氏阴性菌如檸檬酸桿菌屬（Citrobacter）和变形杆菌屬（Proteus）均有较强的抗菌活性。由于磷霉素在低pH值环境中具有较强的活性，且主要以活性形式排出到尿液中，已被用于预防和治疗这些泌尿系统病原体引起的尿路感染。它对腐生葡萄球菌（S. saprophyticus），克雷伯氏菌屬（Klebsiella）和肠杆菌屬（Enterobacter）的活性是可变的，应通过最小抑菌浓度检测确认。由于该药物不受交叉抗药问题的影响，所以对产超广谱β-内酰胺酶（ESBL）病原体，特别是生产ESBL的大肠杆菌活性有良至优的程度。现有的临床数据支持其用于易感生物引起的简单型尿路感染。然而，當細菌感染擴散到全身時，我們不能再用"每公升藥物濃度64毫克"這個標準來判斷藥物是否有效。這個標準可能只適用於像尿道感染這種局部感染。

### 抗药性
使用磷霉素治疗中经常會产生抗药性，導致其不适用于严重感染的持续性治疗。细菌发生突变，導致非必需甘油磷酸转运蛋白失活，使其对磷霉素产生抗药性。但仍能使用磷黴素來治療抗甲氧西林金黃色葡萄球菌感染。
将磷霉素与至少另一种活性药物一起使用可降低产生抗药性的风险。磷霉素与许多其他抗生素协同作用，包括胺基糖苷類抗生素、碳青黴烯、頭孢菌素、达托霉素和奧利萬星。
磷霉素抗药性酶也已被鉴定并在染色体和质粒上编码。
三种相关的磷霉素抗性酶（命名为 FosA、FosB 和 FosX）是乳酰谷胱甘肽裂解酶超家族的成员。这些酶通过亲核攻击磷霉素的碳1，打开环氧化物环，使药物无效。
这些酶因反应中使用的亲核试剂的种类而异： FosA为谷胱甘肽，FosB为芽孢桿菌硫醇，FosX为水。
一般来说，FosA和FosX酶由革兰氏阴性菌产生，而FosB由革兰氏阳性菌产生。
FosC用ATP，向磷霉素添加一个磷酸基团，从而改变其特性并使药物无效。

## 副作用
人體對该药物耐受性良好，且有害副作用发生率低。

## 作用机制
雖然磷黴素名稱以-霉素（-omycin）结尾，它不是一种大环内酯。磷霉素通过灭活UDP-N-乙酰氨基葡萄糖-3- 烯醇丙酮基转移酶抑制细菌细胞壁生物合成。这种酶催化肽聚糖生物合成的必要步骤：连接磷酸烯醇式丙酮酸(PEP)到UDP-N-乙酰葡萄糖胺的3'-羟基，PEP提供肽聚糖相互连接的桥接剂。磷霉素是一种PEP类似物，可以通过烷基化活性部位半胱氨酸残基(大肠杆菌中的Cys115)来抑制MurA。
磷霉素通过甘油磷酸转运蛋白进入细菌细胞。

## 历史
磷霉素(Fosfomycin，原名phosphonomycin)是由默克公司和西班牙的西班牙青霉菌和抗生素公司（CEPA）共同发现。它首先是通过筛选从土壤样本中分离出来的弗雷迪链霉菌肉汤培养物進行分离，确定其能够使生长中的细菌形成原生质球。1969年有一系列论文來描述这一发现。CEPA于1971年在其阿兰胡埃斯工廠开始大规模生产磷霉素。

## 生物合成
科學家已成功複製並分析弗雷迪鏈黴菌中製造磷黴素的整套基因（基因簇）。藉由赵惠民和威爾弗雷德·范德東克研究團隊中的的赖安·伍德尔(Ryan Woodyer)的工作，他們也在淡紫鏈黴菌（Streptomyces lividans）中成功生產磷黴素。

## 合成生產
磷黴素的商業化生產主要依賴於一個化學轉化過程：通过制备顺式丙烯基膦酸的环氧化物以产生磷霉素外消旋混合物而達成。